# 红十字国际学院
红十字国际学院是全球首个红十字专门学院，由中国红十字会、苏州大学和中国红十字基金会联合创立，致力于红十字运动研究、学术交流等的教学科研工作。该学院位于中华人民共和国江苏省苏州市十梓街1号绿波楼。